# Chambord (film)
Pour les articles homonymes, voir Chambord.
Pour plus de détails, voir Fiche technique et Distribution.
Chambord est un film documentaire français réalisé par Laurent Charbonnier et sorti en 2019.

## Fiche technique
- Titre : Chambord
- Réalisation : Laurent Charbonnier
- Scénario : Laurent Charbonnier, Coralie Miller et Martine Todisco
- Photographie : Laurent Charbonnier
- Montage : Mathilde Louveau
- Musique : Anne-Sophie Versnaeyen
- Son : Philippe Barbeau, Thomas Desjonquères, François-Joseph Hors, Pierre-Jean Labrusse, Simon Poupard, Olivier Ranquet et Martine Todisco
- Producteur : Jean-Pierre Bailly
- Production :  Biloba Films - MC4 Productions - Domaine national de Chambord
- Pays :  France
- Genre : Film documentaire
- Durée : 85 minutes
- Date de sortie : France - 2 octobre 2019

## Distribution
- Cécile de France : voix